# Camp de Schirmeck

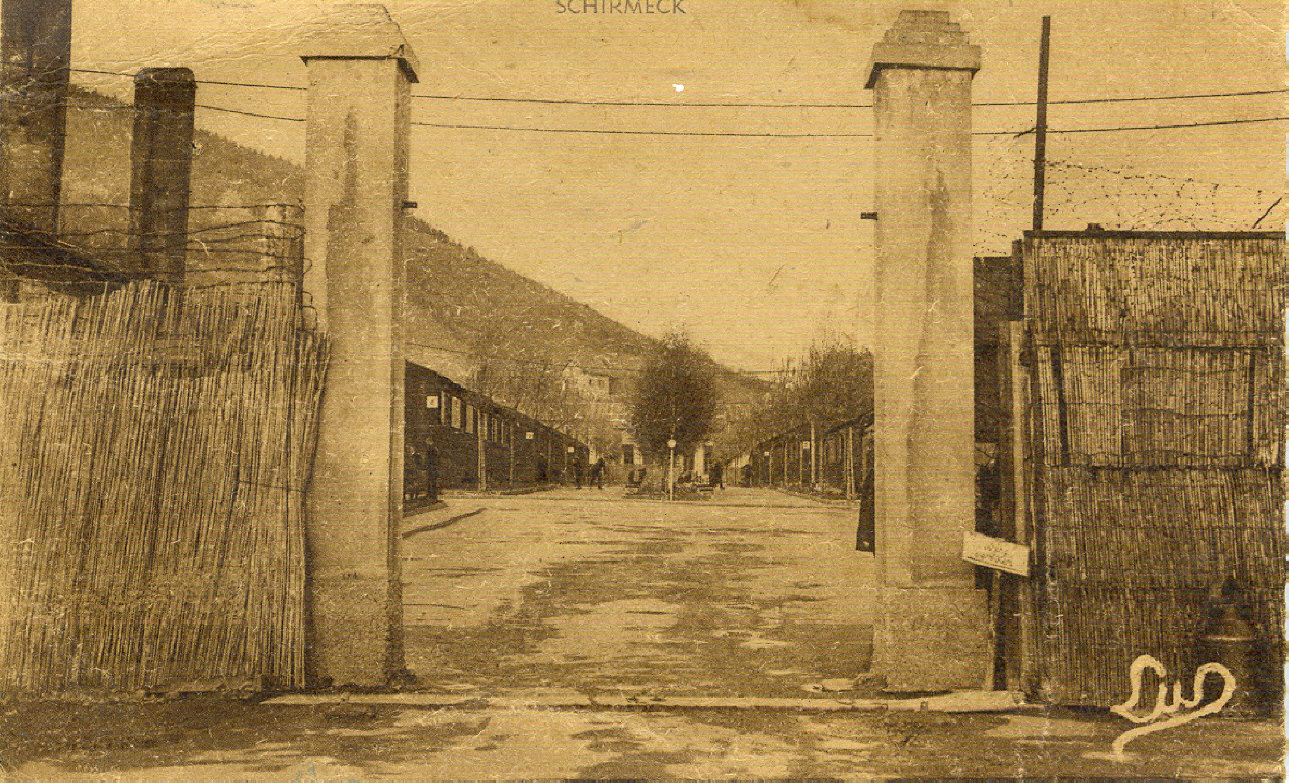
L'entrada del Sicherungslager Vorbrück-Schirmecka Schirmeck, Alsàcia, el 1943

Camp de Schirmeck (alemany Sicherungslager Vorbrück-Schirmeck), fou un camp de concentració nazi situat al municipi de Schirmeck, Baix Rin, a l'Alsàcia annexionada, durant la Segona Guerra Mundial, i que funcionà de 1940 a 1944.
Estava destinat als alsacians i mosel·lans refractaris al règim nazi, homes i dones, i a les famílies represaliades per als motius més diversos, de rodamons a enemics de l'Estat.

## Creació
Durant la Guerra de Broma, l'Exèrcit francès va fer construir a l'indret protegit de la vall del riu Bruche un petit camp de sis barraques destinades a acollir als refugiats de la línia del front.
Després de la desfeta, sota la initiativa del gauleiter Robert Wagner, cap del gau de Baden-Alsàcia, i del Dr Gustav Adolf Scheel, comandant del SD del sud-oest, els alemanys l'engrandiren i transformaren en camp de reeducació, Erziehungslager o Umschulungslager, després en camp de seguretat, Sicherungslager. La iniciativa fou encarregada als SD i no als SS.

## Vida al camp

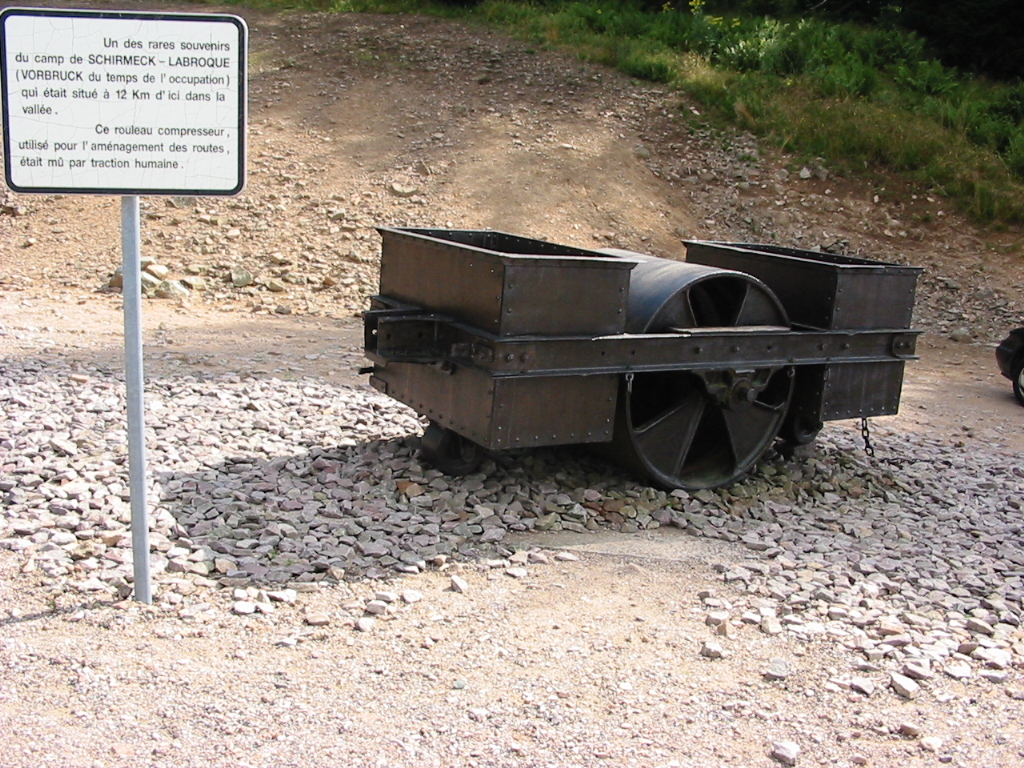
Carretó utilitzat pels presoners

El comandament fou confiat al SS-Hauptsturmführer Karl Buck qui mantindrà el càrrec fins al final de la guerra. El seu comandament es caracteritzà per la violència i el terror.
Schirmeck era un camp de treball penós i humiliant. Eren habituals els interrogatoris, adoctrinament, hacinament, cops, tortures físiques i mroals, privacions, moltes morts. Tot desplaçament es feia en marxes a peu.
Un Vorhof, o avant-camp, comprenia un comissariat (Kommandantur) i les petites cèl·lules utilitzades com a sales d'interrogatori per la Gestapo, al costat de la residència de Karl Buck. Al fons se situava el camp de les dones, on la guardiana en cap era una alsaciana.
Els kommandos de treball formats al camp eren enviats a treballar a les pedreres de pedra d'Hersbach i a la base aèria d'Entzheim, i suposaren per als nazis una font d'ingresos que arribà als 150 000 reichsmark per any.
El camp de Schirmeck era situat a 6 km del camp de Struthof, construït pels detinguts de Schirmeck, esguardat per la muntanya, i que era un camp de treball Nacht und Nebel.
Hi foren denunciades 78 execucions a Schirmeck mateix, així com centenars de detinguts foren enviats a Struthof, on hi foren assassinats. El setembre de 1942, al camp hi havia 1.400 detinguts.

## Tipologia dels presoners
Els presoners duien un distintiu de tela cosit a la roba; roig per als presoners polítics, verd per als clandestins, groc per als jueus, polonesos i russos, blau per als eclesiàstics, prostitutes i homosexuals, i un romb per als asocials i delinqüents comuns.

### Camp de reeducació
Era previst que la majoria dels detinguts empresonats fossin alliberats quan complien la pena. Fou el cas de 106 joves de Hochfelden arrestats per celebrar públicament el 14 de juliol de 1941, o les famílies dels afusellats de Ballersdorf el 1943. Hi ha el testimoni dePierre Seel, empresonat fins a maig de 1941 per la seva homosexualitat, víctima de tortures inhumanes, i després alliberat i incorporat com a alsacià dins la Wehrmacht i enviat al front oriental.

### Camp de trànsit
Per a d'altres, era un camp de trànsit, un centre d'interrogatoris, abans de ser enviats cap als camps de concentració o d'extermini. Així hi passaren resistents locals i nacional, jueus, des minaires polonesos, alemanys oposats al nazisme refugiats a França, etc.

## Fi del camp
Inaugurat el 2 d'agost de 1940, va funcionar fins a l'alliberament del camp el 22 de novembre de 1944.
Karl Buck fou condemnat a mort per un tribunal militar britànic a Wuppertal el 1946 i pel tribunal militar de Metz el 1953; tanmateix, fou alliberat després de vuit anys d'empresonament.